# Liberator (arme à feu)
Pour les articles homonymes, voir Liberator.
Le Liberator est une arme de poing à un coup imprimable en 3D conçue par l'entreprise open source américaine Defense Distributed en 2013. Il s'agit de la première arme de ce type aux plans largement disponibles en ligne,,. Mis en ligne le 16 mai 2013, ces plans ont été téléchargés plus de 100 000 fois en 2 jours avant que le Département d'État ordonne à Defense Distributed de les retirer.
Ces plans restent disponibles sur des sites de partage de fichiers comme The Pirate Bay et GitHub.
Le 19 juillet 2018, le Département de la Justice est parvenu à un accord avec Defense Distributed, qui autorise la vente en ligne de plans d'armes à feu imprimables en 3D à partir du 1er août 2018.
Le 31 juillet 2018, un juge fédéral a interdit la diffusion des plans du Liberator pour des raisons de sécurité, étant donné qu'il s'agit d'une arme en plastique intraçable et indétectable
Le 27 avril 2021, la cour d'appel pour le neuvième circuit a annulé cette décision et ordonné à la cour de district de se désaisir du cas, considérant que le Congrès avait expressément interdit la révision judiciaire des décisions des agences fédérales concernées. Le président Joe Biden a annoncé début avril que le Département de la Justice édicterait dans les 30 jours de nouvelles règles pour les « ghost guns » (litt. « pistolets fantômes »).

## Nom et concept

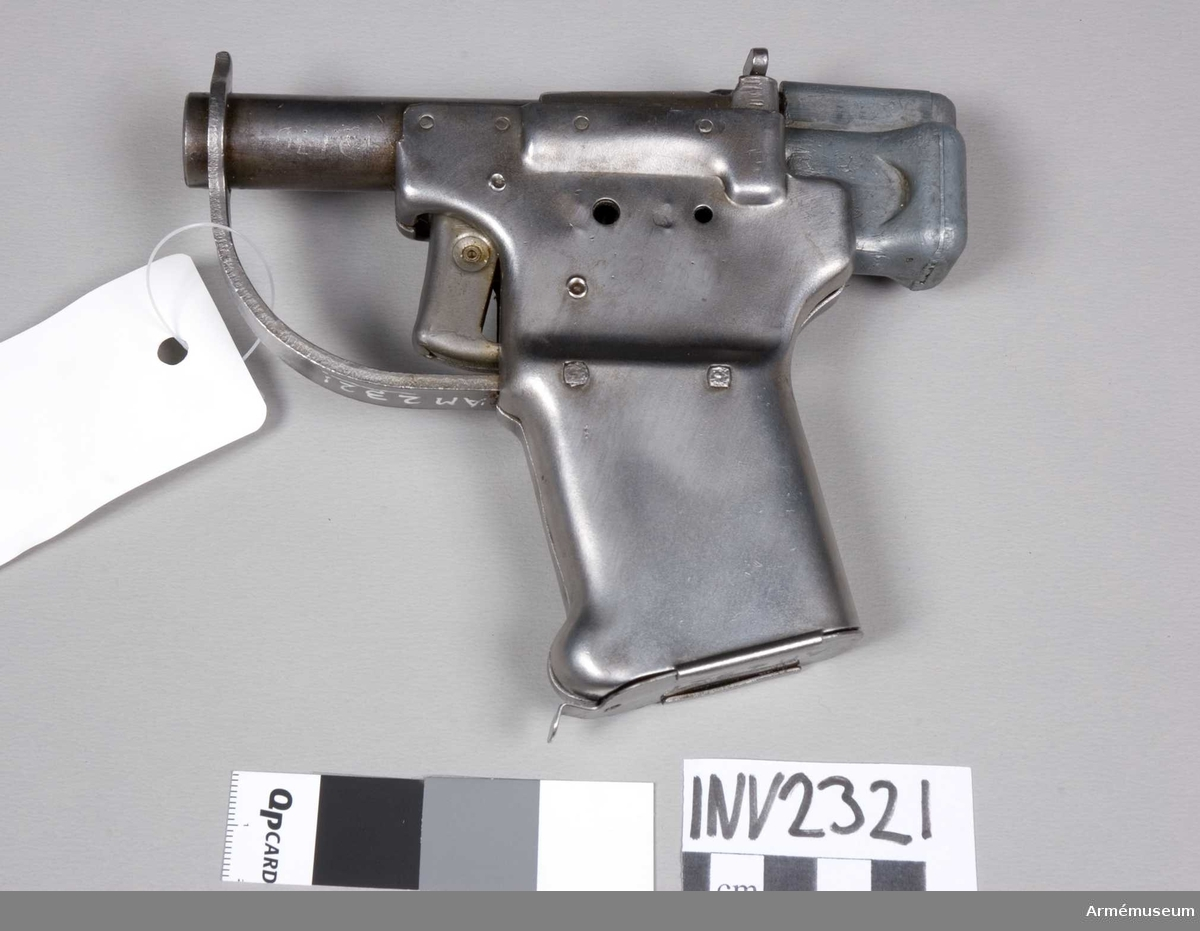
Un FP-45 Liberator.

Le pistolet est nommé d'après le FP-45 Liberator, un pistolet à un coup créé par George Hyde (en) et produit en masse par une division de General Motors pour l'Office of Strategic Services (OSS) durant la Seconde Guerre mondiale. L'OSS prévoyait de parachuter cette arme sur l'Europe occupée pour les forces de la Résistance,,. Le Liberator était aussi supposé être une arme de guerre psychologique. Les forces d'occupations seraient obligées de prendre en compte ces pistolets dans leurs plans d'action contre la résistance civile, ce qui compliquerait leur stratégie et affecterait leur moral. Bien qu'utilisé en France, il y a cependant peu de preuves que ces pistolets aient jamais été parachutés en grande quantité sur l'Europe occupée
La diffusion sur Internet des plans du Liberator peut ainsi être vue comme une opération psychologique du même type, ainsi que comme un acte symbolique de soutien à la résistance aux gouvernements du monde entier,.